# Европско првенство возача трамваја
Европско првенство возача трамваја ТРАМ-ЕМ је европско првенство у такмичарској вожњи трамваја.

## Историја
2012. створен је први Трам-ЕМ (немачки: Tram-Europameisterschaft, или Трамвајско првенство Европе) за 140. годишњицу трамваја у Дрездену. Првенство се сваке године одржава у Европи ротирајућим локалним транзитним компанијама у сарадњи са производном компанијом из Дрездена која је креирала концепт.
ТРАМ-ЕМ је регистровани заштитни знак од 2014.

## Концепт
Трам-ЕМ је екипно такмичење где се сваки тим састоји од једне жене возач трамваја, једног возача трамваја и једног надзорника тима. Конкурс је отворен за европске агенције за јавни превоз, које могу пријавити по један тим.
Првенство је подељено у два круга, при чему сваки возач једном преузима волан. Сваки круг се састоји од 6 дисциплина. Дисциплине би могле бити заустављање на мети, кочење у случају нужде, мерење бочног размака током кривине, заустављање тачно на трамвајској станици, процена брзине помоћу скривеног брзиномера, прецизна вожња поред капије, „трамвајски билијар“ или „трамвајско куглање“. Вештина у свакој дисциплини, поред времена за завршетак сваке дисциплине, утиче на резултат. Догађај укључује тимску поворку, тренинг рунде, друштвене догађаје за возаче, такмичење и церемонију доделе награда.
Првенство је дуго било везано за јавне прославе транзитне агенције домаћина, као што су 140. годишњица трамваја у Дрездену, 10. годишњица трамваја у Барселони и 150. годишњица трамваја у Бечу. Циљ је да трамвајским оператерима пружи међународну платформу за размену искустава.

## Догађаји
| Година | Земља домаћин | Локација  | Победничка земља | Победник  | Датум                |
| ------ | ------------- | --------- | ---------------- | --------- | -------------------- |
| 2012   | Немачка       | Dresden   | Мађарска         | Budapest  | 29–30 September 2012 |
| 2013   | Мађарска      | Budapest  | Француска        | Paris     | 24 November 2013     |
| 2014   | Шпанија       | Barcelona | Шпанија          | Parla     | 22 November 2014     |
| 2015   | Аустрија      | Vienna    | Netherlands      | Rotterdam | 25 April 2015        |
| 2016   | Немачка       | Berlin    | Мађарска         | Budapest  | 23 April 2016        |
| 2017   | Шпанија       | Tenerife  | Француска        | Paris     | 4 June 2017          |
| 2018   | Немачка       | Stuttgart | Sweden           | Stockholm | 5 May 2018           |
| 2019   | Belgium       | Brussels  | Belgium          | Brussels  | 4 May 2019           |
| 2020   | Romania*      | Oradea*   | —                | —         | —                    |
| 2021   | Romania*      | Oradea*   | —                | —         | —                    |
| 2022   | Немачка       | Leipzig   | Немачка          | Hanover   | 21 May 2022          |
| 2023   | Romania       | Oradea    | Аустрија         | Vienna    | 3 June 2023          |
| 2024   | Немачка       | Frankfurt | Мађарска         | Budapest  | 14 September 2024    |
| 2025   | Аустрија      | Vienna    | —                | —         | 13 September 2025    |

* originally postponed due to the COVID-19 pandemic, but eventually cancelled

### 2023
Издање за 2023. је одржано у Орадаји, након планираног издања за 2020.
| Position | Country        | City      | Points |
| -------- | -------------- | --------- | ------ |
| 1        | Austria        | Vienna    | 4300   |
| 2        | Sweden         | Göteborg  | 4180   |
| 3        | Czech Republic | Prague    | 3630   |
| 4        | Sweden         | Stockholm | 3590   |
| 5        | Croatia        | Zagreb    | 3450   |
| 6        | Ireland        | Dublin    | 3430   |
| 7        | Norway         | Oslo      | 3280   |
| 8        | Netherlands    | Rotterdam | 3250   |
| 9        | Hungary        | Szeged    | 3200   |
| 10       | Switzerland    | Basel     | 3090   |
| 11       | Slovakia       | Kosice    | 3050   |
| 12       | Belgium        | Brussels  | 3050   |
| 13       | Poland         | Warsaw    | 3030   |
| 14       | Romania        | Oradea    | 3020   |
| 15       | Germany        | Leipzig   | 2940   |
| 16       | Hungary        | Debrecen  | 2900   |
| 17       | France         | Bordeaux  | 2850   |
| 18       | Spain          | Barcelona | 2840   |
| 19       | Germany        | Nuremberg | 2810   |
| 20       | Germany        | Hanover   | 2690   |
| 21       | Germany        | Berlin    | 2610   |
| 22       | Spain          | Málaga    | 2450   |
| 23       | Italy          | Florence  | 2410   |
| 24       | Ukraine        | Kyiv      | 2330   |
| 25       | Germany        | Dresden   | 2300   |

### 2024
Издање за 2024. одржано је у Франкфурту. Учествовало је 26 екипа од по два члана (најмање једна жена за сваки тим). Коришћени возни парк је био Bombardier Flexity Classic који су назначени Baureihe S. Сваки такмичар је учествовао у шест задатака у вредности од максимално 500 поена, а укупно утрошено време вредело је још 500 поена. Сваки тим од два учесника је одрадио цео турнир по једном, што је резултирало укупним теоријским максимумом од 7.000 поена по тиму. Ево коначних резултата:
| Position | Country        | City              | Points |
| -------- | -------------- | ----------------- | ------ |
| 1        | Hungary        | Budapest          | 3850   |
| 2        | Belgium        | Brussels          | 3800   |
| 3        | Poland         | Kraków            | 3100   |
| 4        | Netherlands    | Rotterdam         | 2900   |
| 5        | France         | Paris             | 2800   |
| 6        | Austria        | Vienna            | 2700   |
| 7        | Italy          | Milan             | 2650   |
| 8        | Sweden         | Gothenburg        | 2600   |
| 9        | Sweden         | Stockholm         | 2550   |
| 10       | Germany        | Berlin            | 2450   |
| 10       | Czech Republic | Prague            | 2450   |
| 12       | Finland        | Tampere           | 2400   |
| 13       | Luxembourg     | Luxembourg        | 2250   |
| 14       | UK             | Birmingham        | 2150   |
| 14       | Slovakia       | Bratislava        | 2150   |
| 16       | Germany        | Frankfurt am Main | 2100   |
| 17       | Germany        | Leipzig           | 2000   |
| 18       | Ukraine        | Kyiv              | 1900   |
| 18       | Ireland        | Dublin            | 1900   |
| 18       | Switzerland    | Zurich            | 1900   |
| 21       | Spain          | Barcelona         | 1850   |
| 22       | Norway         | Oslo              | 1800   |
| 22       | UK             | Edinburgh         | 1800   |
| 24       | Romania        | Oradea            | 1750   |
| 25       | France         | Lyon              | 1700   |
| 26       | Croatia        | Zagreb            | 1600   |

## Планови за Светско првенство
Wiener Linien је на свом сајту објавио 2024. да планирају да организују догађај 2025. и да га претворе у Светско првенство позивањем тимова из Африке, Јужне Америке и Југоисточне Азије.